# オートプラネット
オートプラネット名古屋は、名古屋市郊外の愛知県愛知郡東郷町にある大規模屋内展示の輸入中古車ディーラー。ダイエーハイパーマート東郷店跡地に2002年11月2日にオープンした 。株式会社ホワイトハウスが運営している。

## 概要
約10,000坪の敷地に常時250台以上の輸入車中古車を展示している。展示車両はBMW・メルセデスベンツ・MINI・フォルクスワーゲンといったドイツ車から、プジョー・シトロエン・DS・ルノーといったフランス車、フィアット・アバルト・アルファロメオといったイタリア車、その他にもジャガー・ランドローバー・ケーターハム・ボルボといった多岐にわたる欧州輸入車が中心である。
輸入二輪車の販売店を館内に有しており、モトスクエア名古屋イースト店としてインディアン、MVアグスタ、ドゥカティ、トライアンフの新車、中古車を取り扱っている。
また敷地内には、車検・点検・修理のための陸運局指定整備工場の認定を持つサービス工場を併設し、アフターメンテナンスも可能としている。日本から撤退したヒュンダイ乗用車のサービス拠点でもある。
さらにポラリス・インダストリーズのオフロードビークル展示場、キャンピングカーの展示場も館内に有している。
店舗内にプラネットカフェと呼ばれるカフェを併設している。
建物東側の駐車場では「Cars&Coffee in AUTOPLANET」　という自動車好きが集まるイベントを毎月開催している。   